# رقروق الكناري
رقروق الكناري هو نوع من النباتات المزهرة في عائلة لاذنية، موطنها الصحراء الغربية والمغرب وجزر الكناري. 

## وصفه

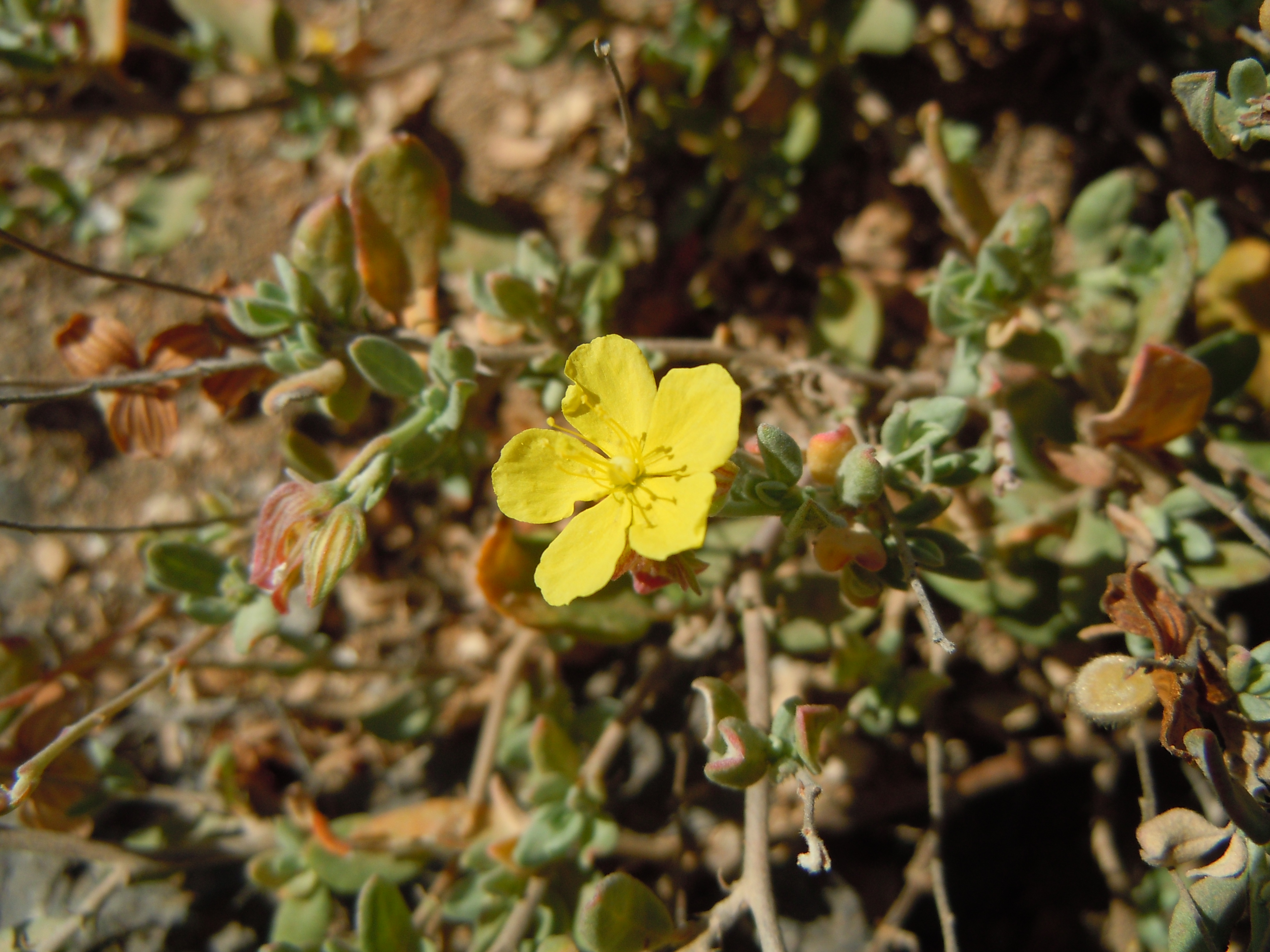
صورة زهرة رقروق كناري

الرقروق الكناري هو شجيرة قصيرة متفرعة بكثافة يصل ارتفاعها إلى 25 سم (10 بوصات). أوراقها بيضاوية الشكل رمادية اللون بسبب الغطاء الكثيف للشعر القصير، ويبلغ طولها 5-10 مم (0.2-0.4 بوصة). يبلغ عرض الأزهار الصفراء الباهتة حوالي 1-2 سم (0.4–0.8 بوصة). 

## تصنيفه
وُصف النوع لأول مرة من قبل نيكولاس فون جاكين في 1781 أو 1782، باسم قستوس الكناري، وتم نقله إلى ال"رقروق" في عام 1806 من قبل كريستيان بيرسون.

## موطنه
موطنه الأصلي جزر الكناري والصحراء الغربية والمغرب. في جزر الكناري، توجد في جميع الجزر في المناطق الجافة، حتى ارتفاع 600 متر (2000 قدم). 